# Elymordeum littorale
Elymordeum littorale är en gräsart som beskrevs av Hodgs. och W.W.Mitch. Elymordeum littorale ingår i släktet Elymordeum och familjen gräs. Inga underarter finns listade i Catalogue of Life.